# Roderick Firth
Roderick Firth (1917–1987) est un philosophe américain titulaire de plusieurs postes universitaires dont celui de professeur de philosophie à l'université Harvard. Il est connu pour son travail relatif à la théorie de l'observateur idéal et à l'empirisme radical.

## Source de la traduction
- (en) Cet article est partiellement ou en totalité issu de l’article de Wikipédia en anglais intitulé « Roderick Firth » (voir la liste des auteurs).